# Paromomicina
La paromomicina és un antibiòtic aminoglicòsid que es va aïllar primer del Streptomyces krestomuceticus a la dècada de 1950. Va ser descoberta per l'empresa Parke Davis actualment Pfizer i presentada sota el nom d'Humatin el 1960. També se'n diu en anglès monomycin i aminosidine;

## Usos
És un antibiòtic dissenyat per combatre infeccions intestinals com la criptosporidiosi i amebiasi, i altres malalties com la leishmaniasi.

S'administra per injecció intramuscular i per càpsules.
La paromomicina inhibeix la síntesi de proteïnes. el seu ampli espectre antibiòtic és molt similar al de la Neomicina.